# La Ilustración en Polonia
Las ideas de la Ilustración en Polonia se desarrollaron más tarde que en Europa Occidental, puesto que la burguesía polaca era más débil, y la cultura (Sarmatismo) de la szlachta (nobleza) junto con el sistema político de la Mancomunidad polaco-lituana (La Libertad Dorada) estaban en una crisis profunda. El periodo de la Ilustración polaca comenzó entre 1730 y 1740, llegando a su pico máximo durante el reinado del rey polaco, Estanislao Augusto Poniatowski (en la segunda mitad del siglo XVIII), comenzó su declive con la Tercera partición de Polonia (1795) - una tragedia nacional que inspiró un período breve de escritura sentimental - y finalizó en 1822, reemplazado por el Romanticismo.

## Historia
La Ilustración polaca comparte, por un lado, muchas cualidades en común con los movimientos de la Ilustración clásicos de Europa occidental, y, a su vez, difiere en muchos aspectos importantes. Gran parte del pensamiento de la Ilustración occidental se desarrolló bajo la opresión de las monarquías absolutas y se dedicó a luchar por más libertad. Los pensadores deseaban la separación y el equilibrio de poderes de Montesquieu para restringir el poder casi ilimitado de los monarcas. Sin embargo, la Ilustración polaca se desarrolló en un contexto muy diferente. El sistema político polaco era casi lo opuesto a la monarquía absoluta: los reyes polacos eran elegidos y su posición era muy débil, con la mayor parte del poder en manos del parlamento (Sejm). Las reformas polacas ansiaban la eliminación de leyes que transformaron su sistema en casi una anarquía, resultado del abuso del consenso votado en Sejm (liberto veto) que paralizó a la Mancomunidad. Especialmente durante la época dinastía Wettin, Polonia pasó de ser una pieza clave en Europa a ser una marioneta de sus vecinos. Así, mientras que los ilustrados en Francia y Prusia escribían acerca de la necesidad de más controles y equilibrios sobre sus monarcas, la Ilustración polaca se disponía a luchar contra los abusos derivados de demasiados controles y equilibrios.

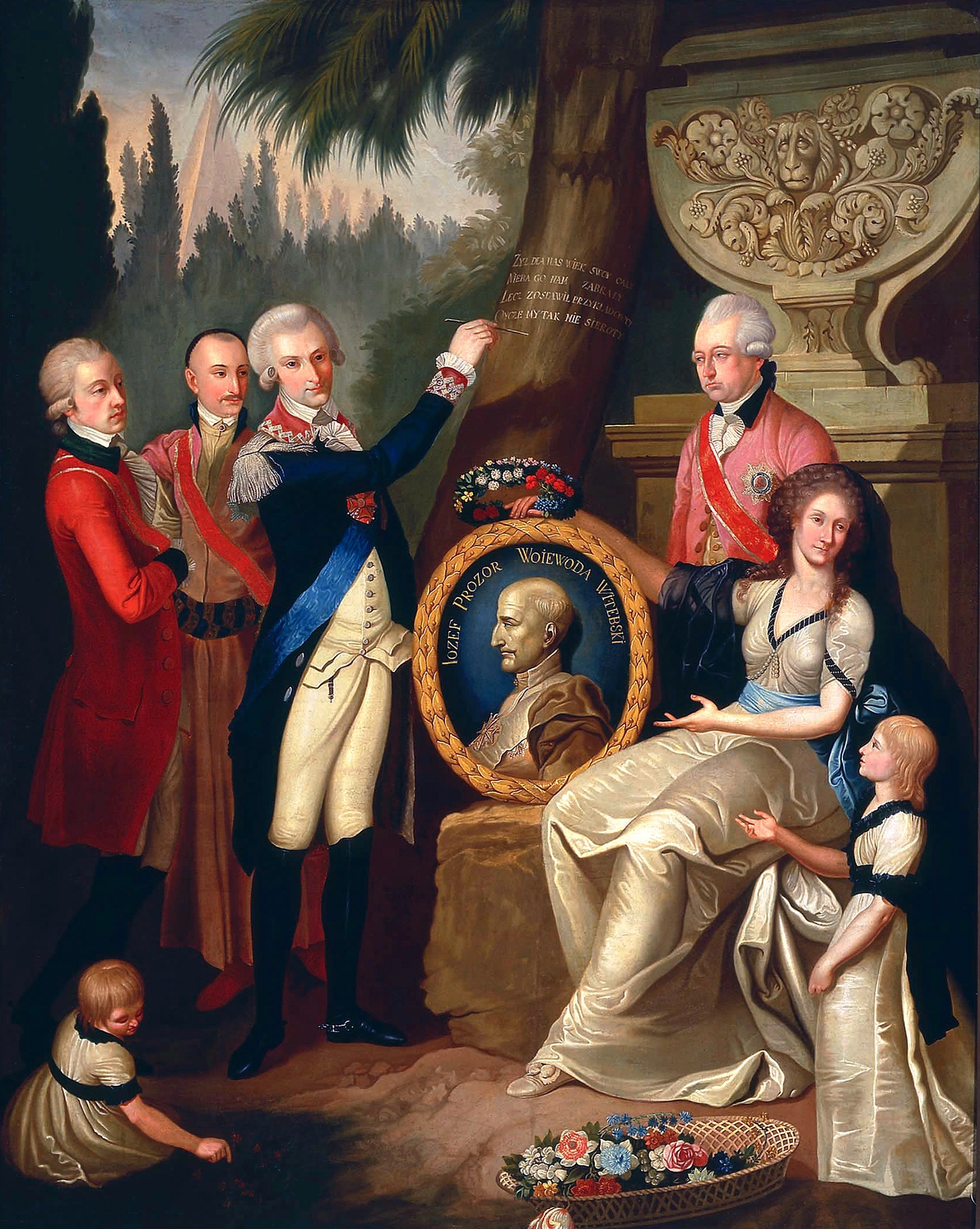
Retrato de la Familia Prozor de Franciszek Smuglewicz, 1789

Las diferencias no acabaron aquí. El pueblo y la burguesía dominaban el movimiento ilustrado en occidente, mientras que en la Mancomunidad la mayoría de los reformistas procedían de la szlachta (nobleza). La szlachta de la Mancomunidad (que formaba el 10% de su población) consideraba la idea de igualdad uno de los fundamentos de su cultura, y los reformistas lucharon por expandir esta idea a otras clases sociales. La tolerancia religiosa fue un ideal de la szlatchta.

### La Constitución de 1791
Las ideas de esa época condujeron finalmente a la Constitución del 3 de mayo de 1791 y a otras reformas (como la creación de la Comisión Nacional de Educación, primer ministerio de educación del mundo) que pretendía transformar la Mancomunidad en una monarquía constitucional moderna. Aunque los intentos de reforma política fueron frustrados por la guerra civil (Confederación Targowica) y la intervención militar de su vecino de la Mancomunidad, que finalizó con las Particiones de Polonia, el impacto cultural de ese periodo perseveró en la cultura política durante muchos años.

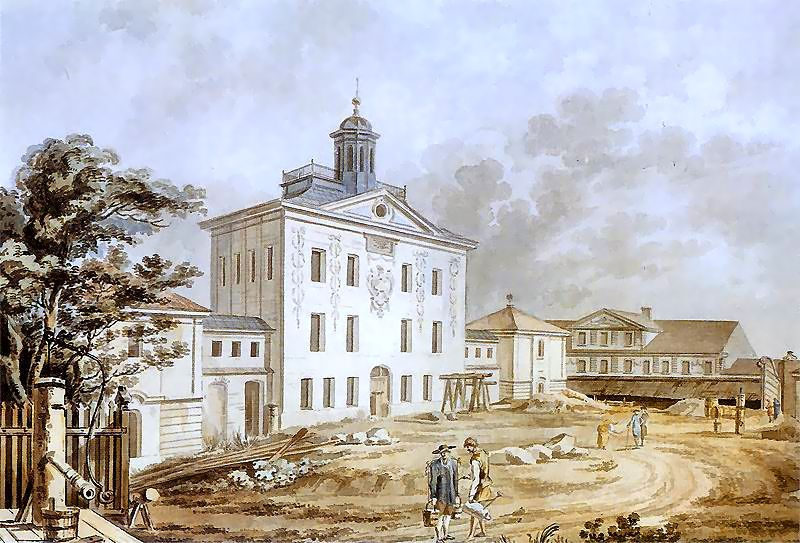
Biblioteca Załuski, la primera biblioteca pública polaca, En construcción. 1801 acuarela de Zygmunt Vogel. Museo Nacional, Varsovia.

Las ideas de la Ilustración polaca también tuvieron un impacto significativo en el extranjero. Desde la Confederación de Bar (1768) hasta el periodo del Gran Sejm y hasta la repercusión de la Constitución del 3 de mayo de 1791, Polonia experimentó una gran producción de escritos políticos, particularmente constitucionales.
Entre las instituciones importantes de la Ilustración se encontraban el Teatro Nacional fundado en 1765 en Varsovia por el rey Estanislao Augusto Poniatowski; y en el campo del aprendizaje avanzado: la Comisión de Educación Nacional establecida por el Sejm en 1773; la Sociedad de Libros Elementales; así como el Cuerpo de Cadetes (escuela militar de caballería) entre otros. Para ampliar el campo de conocimiento, se fundó la Sociedad Amigos de la Ciencia en 1800, poco después de las particiones. Entre los periódicos más populares se encontraban Monitor y Zabawy Przyjemne i Pożyteczne (Juegos agradables y útiles).

## Personas destacadas
- Wojciech Bogusławski - padre del teatro polaco
- Franciszek Bohomolec - poeta, escritor, publicista, profesor
- Tadeusz Czacki - educador, economista, fundador de la Sociedad Amigos de la Ciencia y del Liceum Krzemienieckie
- Joachim Chreptowicz - último gran canciller de Lituania, periodista, poeta, traductor y fisiócrata.
- Jakub Jasiński - poeta, general, defensor radical de la revolución.
- Franciszek Salezy Jezierski - escritor, activista político.
- Franciszek Karpiński - poeta
- Franciszek Kniaźnin (Franciszek Dionizy Kniażin) - poeta, escritor
- Hugo Kołłątaj - sacerdote, activista social y político, pensador político, historiador y filósofo.
- Stanisław Konarski - precursor de la reforma educativa, autor de O skutecznym rad sposobie
- Onufry Kopczyński - profesor, precursor de la gramática polaca
- Tadeusz Kościuszko -  ingeniero militar, hombre de estado, revolucionario.
- Michał Dymitr Krajewski - escritor, activista de la educación
- Ignacy Krasicki - uno de los más grandes poetas polacos, escritor, obispo, coorganizador de Las cenas de los jueves
- Stanisław Leszczyński - rey de Polonia, activista político, escritor (Głos wolny wolność ubezpieczający)
- Samuel Bogumił Linde - presidente de Towarzystwo do Ksiąg Elementarnych, creador de Słownik Języka Polskiego
- Adam Naruszewicz - poeta, traductor, historiador
- Julian Ursyn Niemcewicz - poeta, dramaturgo, activista independiente
- Jan Piotr Norblin - pintor
- Józef Maksymilian Ossoliński - escritor, activista social, científico y cultural, fundador de Zakład Narodowy im. Ossolińskich
- Grzegorz Piramowicz - escritor, filósofo, activista de la educación
- Estanislao Augusto Poniatowski - rey, coorganizador de Las cenas de los jueves, gran defensor de las artes y las ciencias en Polonia,
- Stanisław Staszic - escritor, economista
- Jan Śniadecki - astrónomo, matemático, filósofo
- Jędrzej Śniadecki - químico
- Stanisław Trembecki - poeta (estilo clasicista)
- Tomasz Kajetan Węgierski - poeta, explorador
- Józef Wybicki - activista político, autor de las palabras de Mazurek Dąbrowskiego, himno nacional polaco
- Franciszek Zabłocki - poeta, escritor de comedia, secretario de Towarzystwo do Ksiąg Elementarnych
- Andrzej and Józef Załuski - fundador de la primera biblioteca pública polaca, Biblioteka Załuskich
- Andrzej Zamoyski - canciller, político, autor del código Zamoyski

## Arquitectura

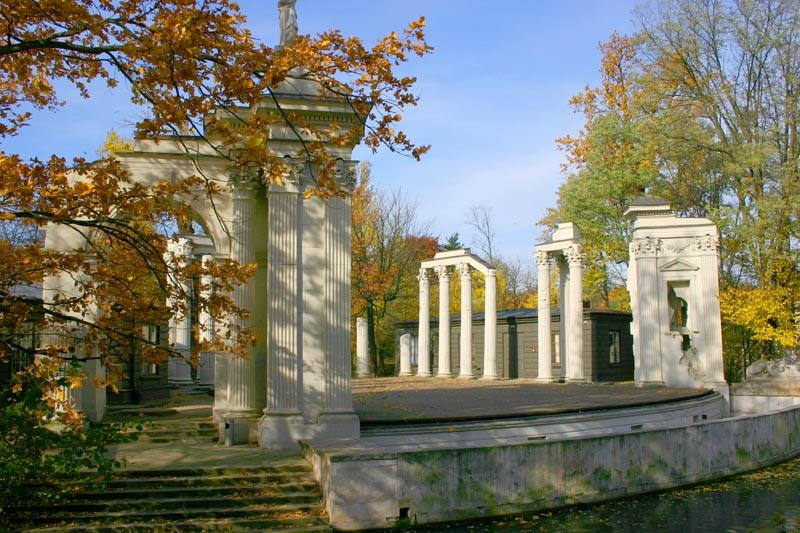
Teatro romano en la isla (1790-1793), acompañante del Palacio de agua.

El centro de la arquitectura neoclásica en Polonia fue Varsovia bajo el reinado de Estanislao Augusto Poniatowski. El clasicismo se introdujo en Polonia en el siglo XVIII. Los mejores arquitectos y artistas, que trabajaron en Polonia fueron Dominik Merlini, Jan Chrystian Kamsetzer, Szymon Bogumił Zug, Stanisław Zawadzki, Efraim Szreger, Antonio Corazzi, Jakub Kubicki,  Christian Piotr Aigner, Wawrzyniec Gucewicz y Bertel Thorvaldsen.
La primera fase, llamada de estilo estanislaviano, fue seguida por una inhibición completa y por un periodo conocido como el clasicismo de la Polonia del Congreso. Entre los edificios más famosos del periodo estanislaviano se encuentran el Castillo Real de Varsovia, reconstruido por Dominik Merlini y Jan Christian Kamsetzer, el palacio de Agua, Królikarnia y el palacio de Jabłonna.

De la época de la Polonia del Congreso son el palacio Koniecpolski y la iglesia de St. Alexander en Varsovia, el templo de la Sibila en Puławy, la reconstrucción del Castillo Łańcut. La principal figura de la Polonia del Congreso fue Antoni Corrazzi. Corrazzi creó el complejo de la Plaza del Banco de Varsovia, los edificios de la Tesorería, Hacienda y la Comisión del Gobierno, el edificio del palacio Staszic, el palacio Mostowski y diseñó el Gran Teatro.

Palacios
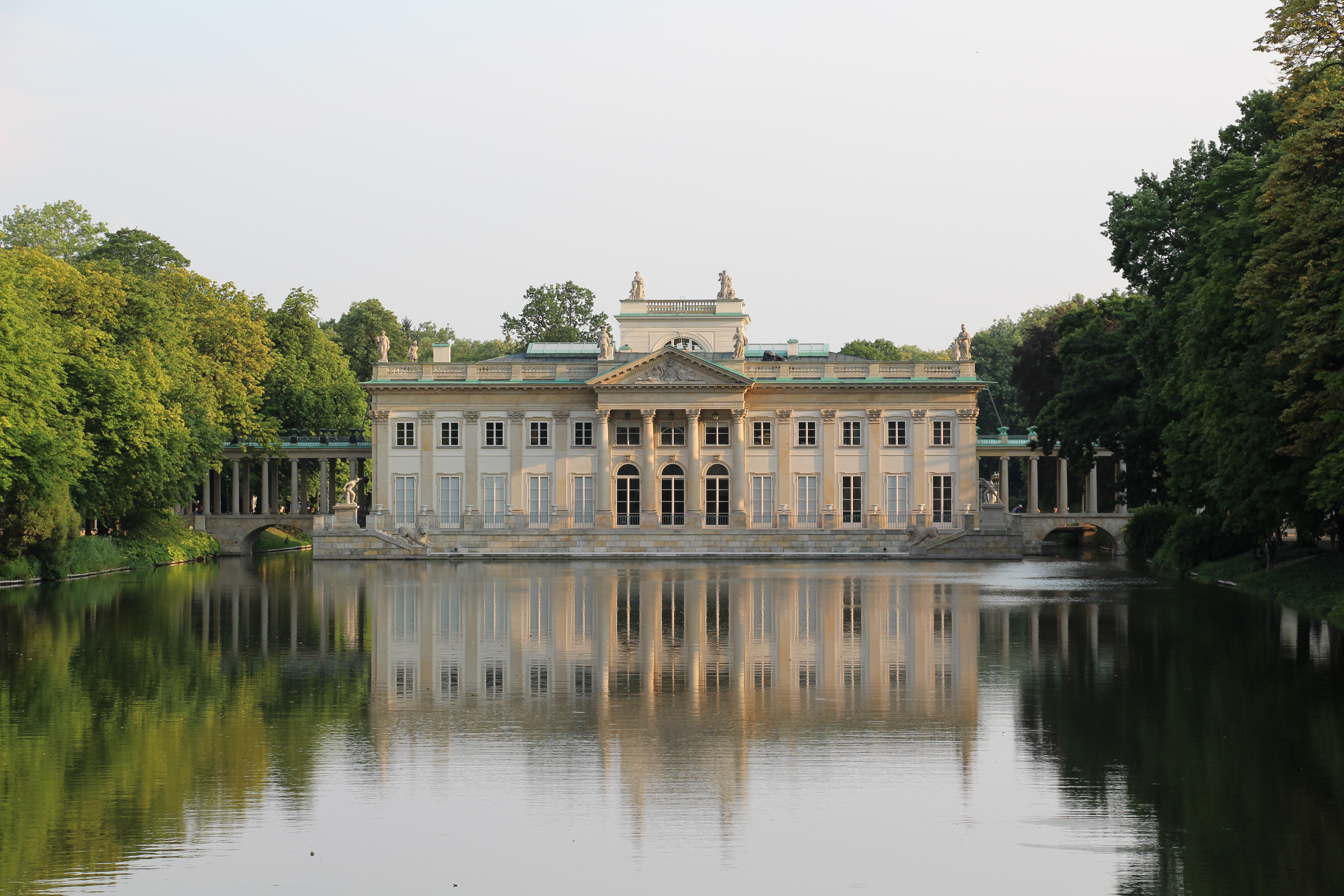
Łazienki Palace, Varsovia, 1764-1795
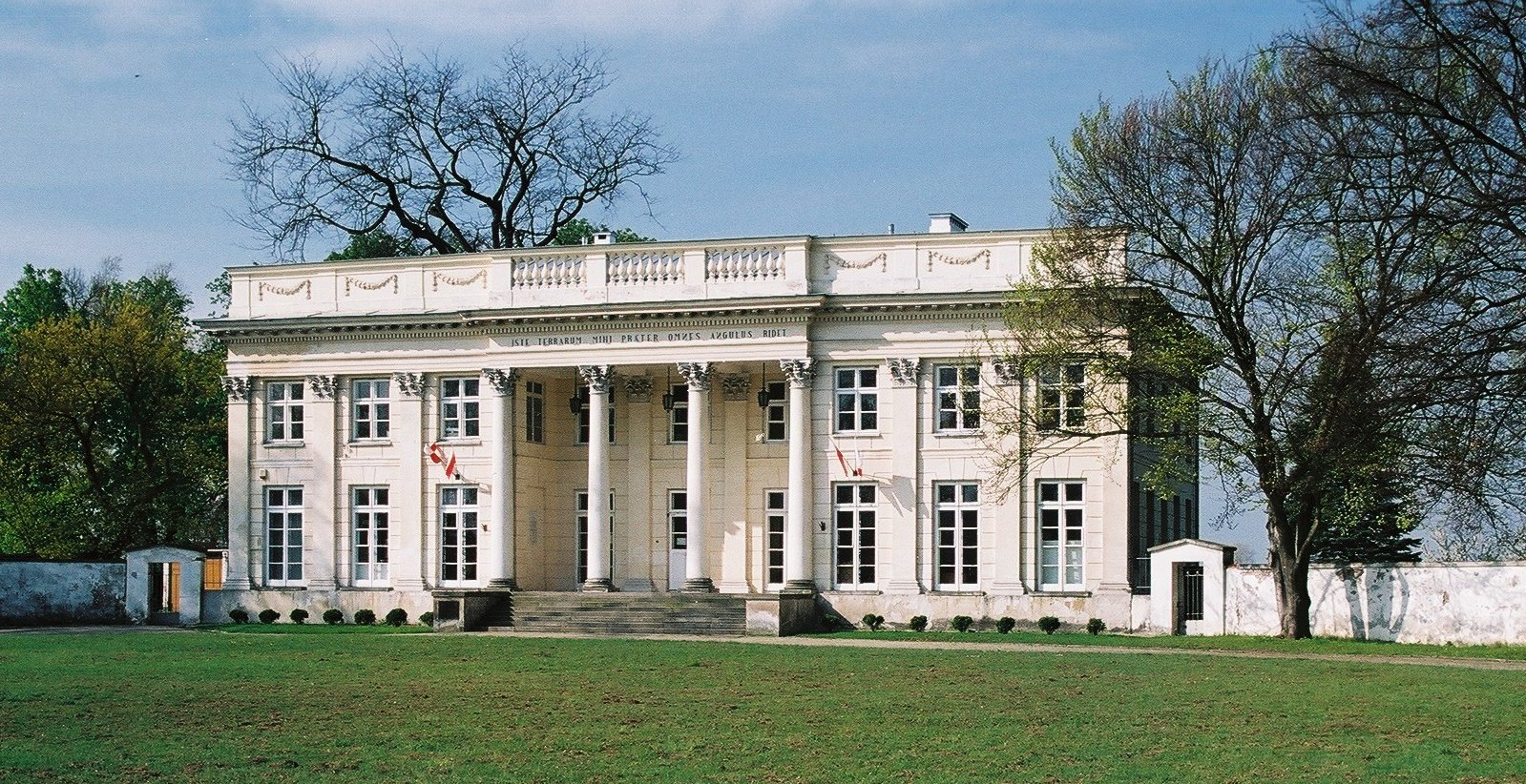
Palacio de Marynka, Puławy, 1790-1794
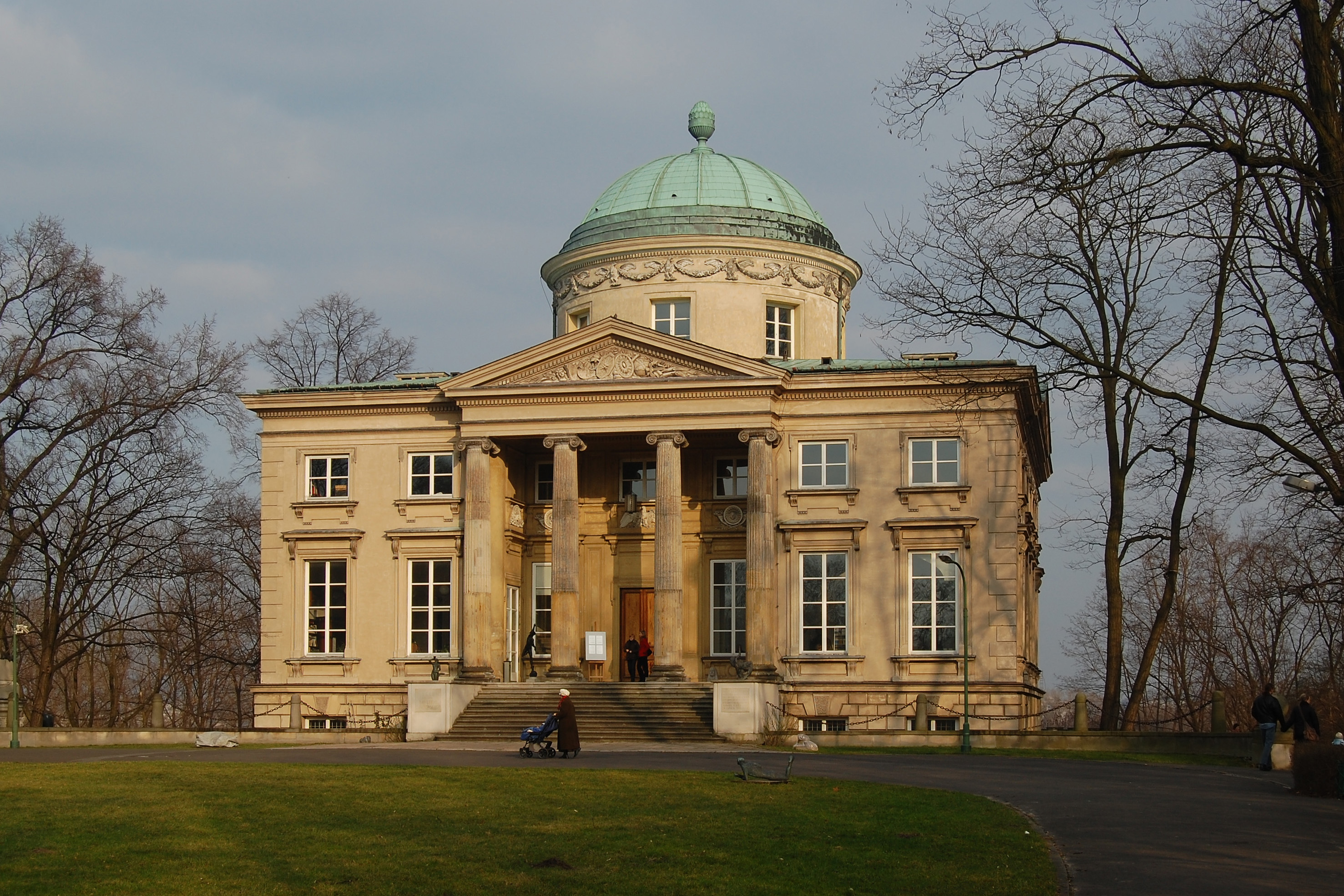
Palacio Królikarnia, Varsovia, 1782-1786
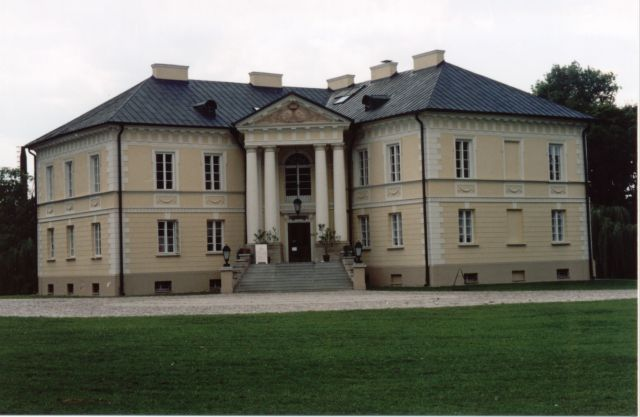
Palacio Gorzeński, Dobrzyca, 1795-1799
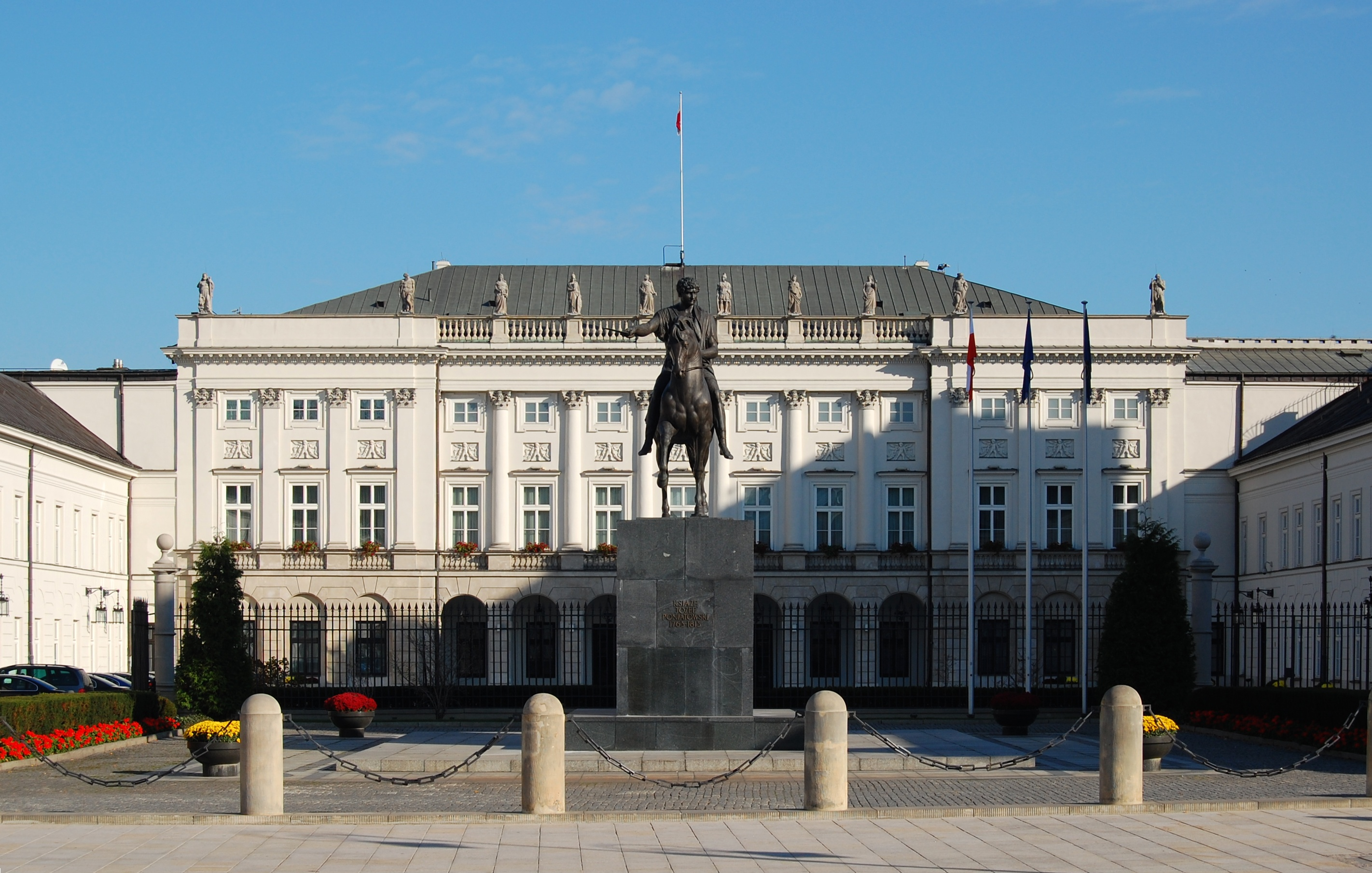
Palacio Presidencial, Varsovia, 1818
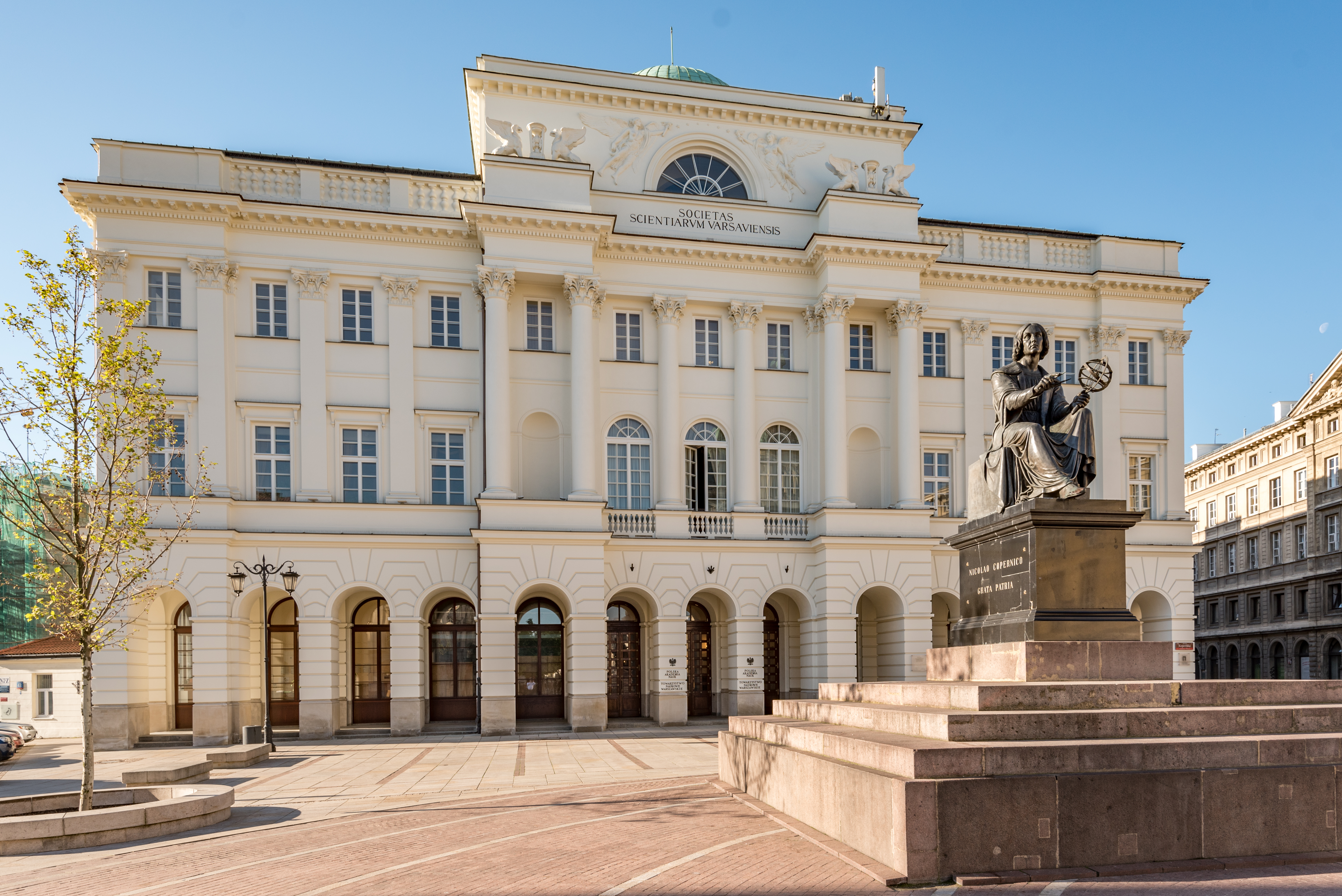
Palacio Staszic, Varsovia, 1820-1823
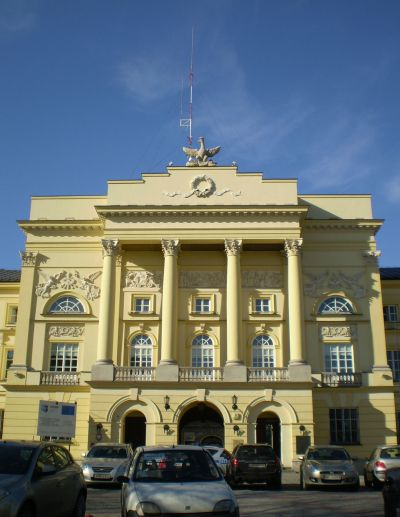
Palacio Mostowski, Varsovia, 1823-1824
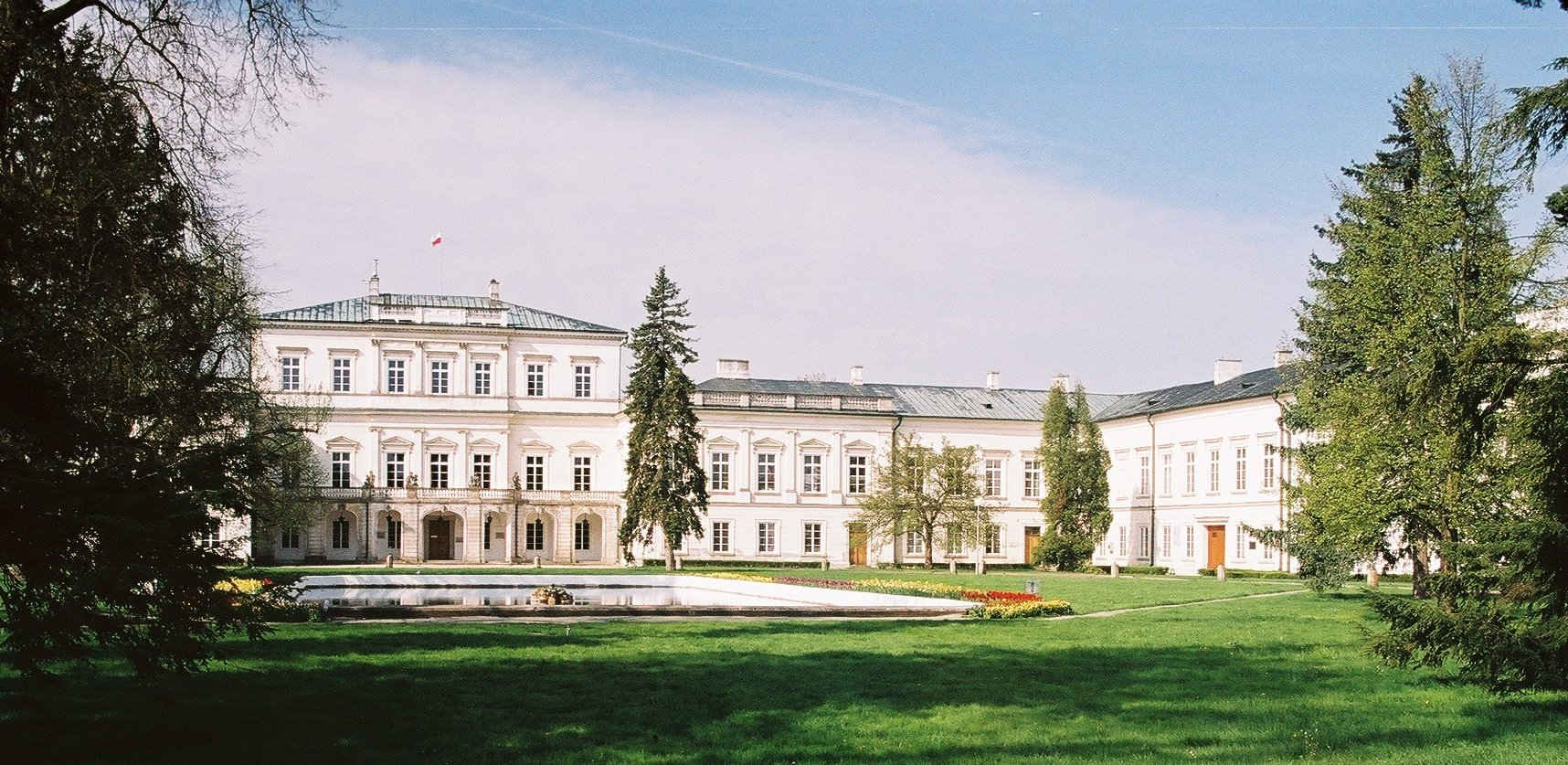
Palacio Czartoryski, Puławy, 1840-1843

Arquitectura urbana
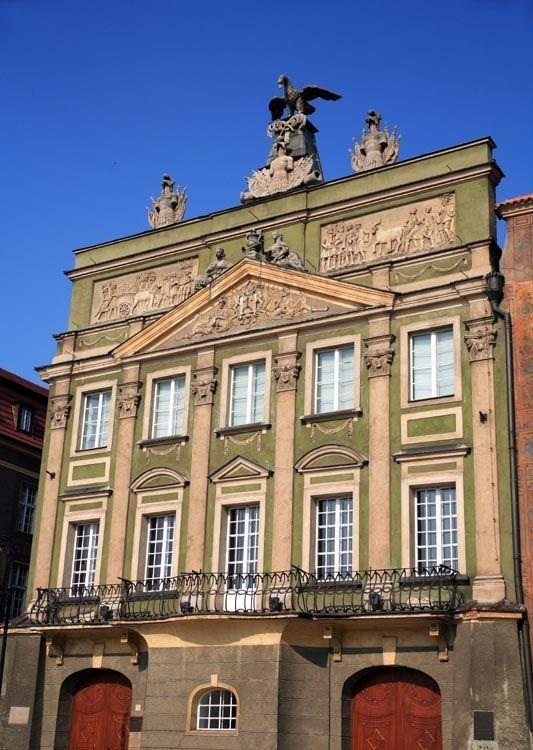
Casa Działyński, Poznań, 1773-1776
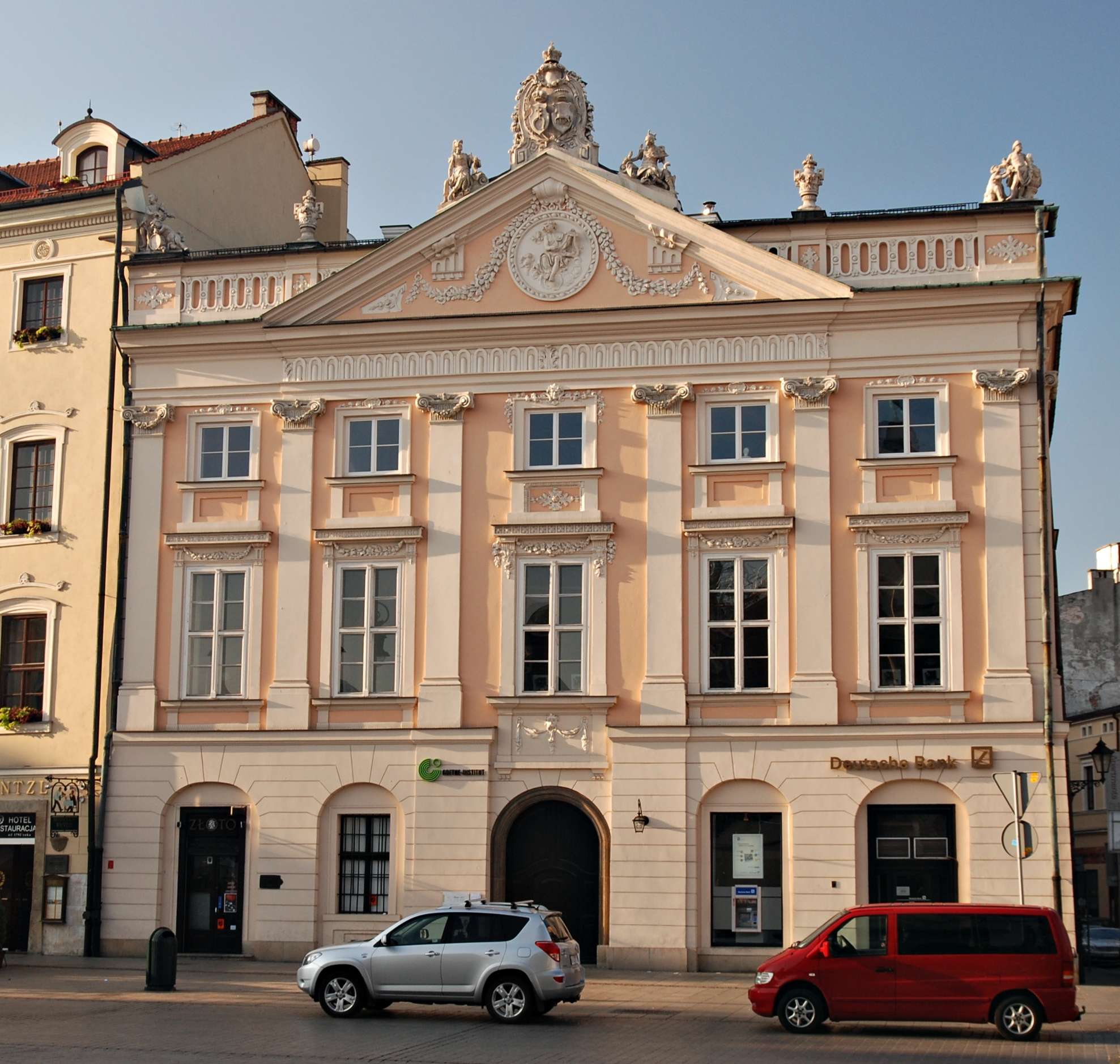
Casa Zbaraski, Cracovia, 1777-1783
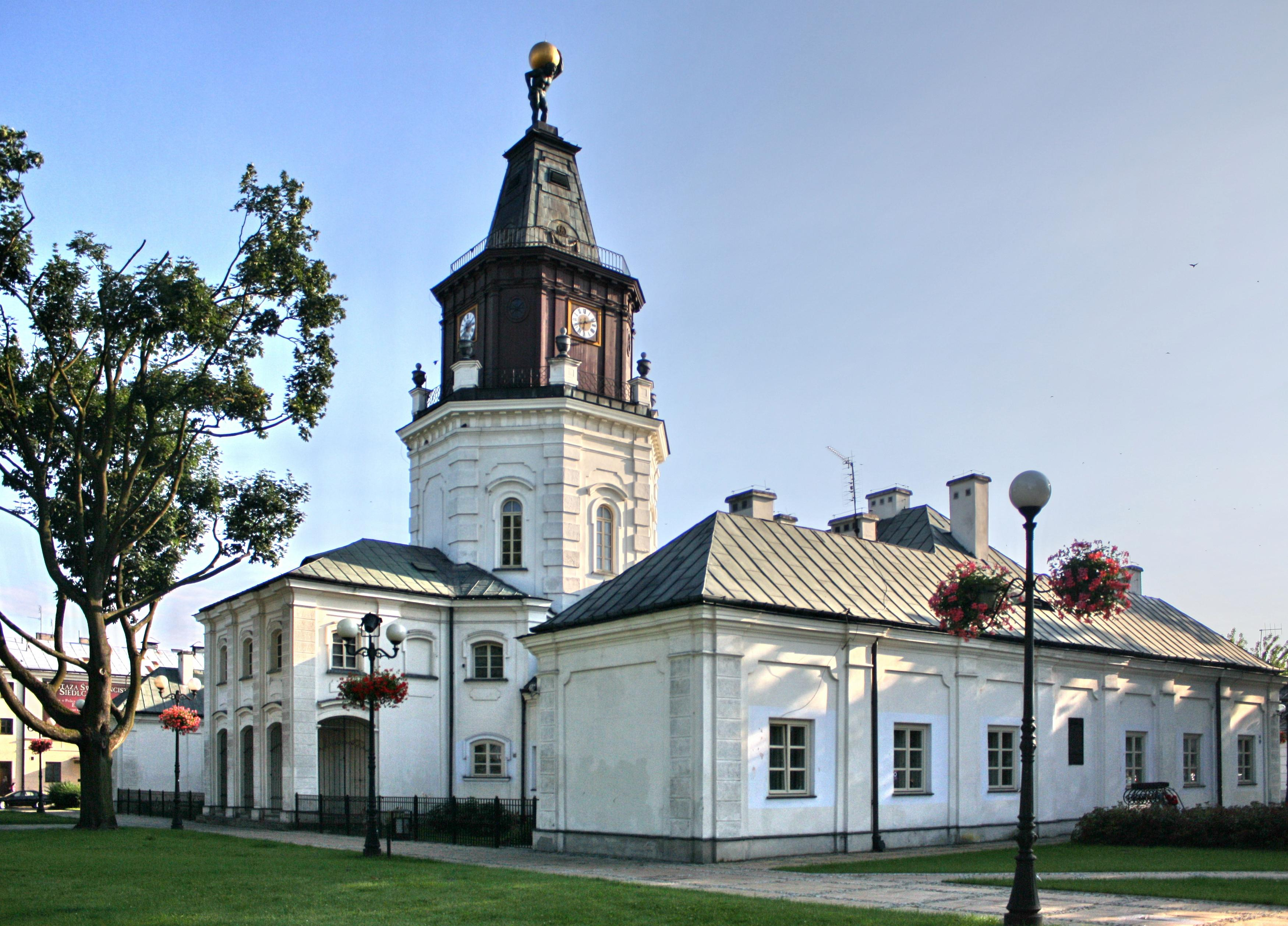
Ayuntamiento, Siedlce, 1766-1769
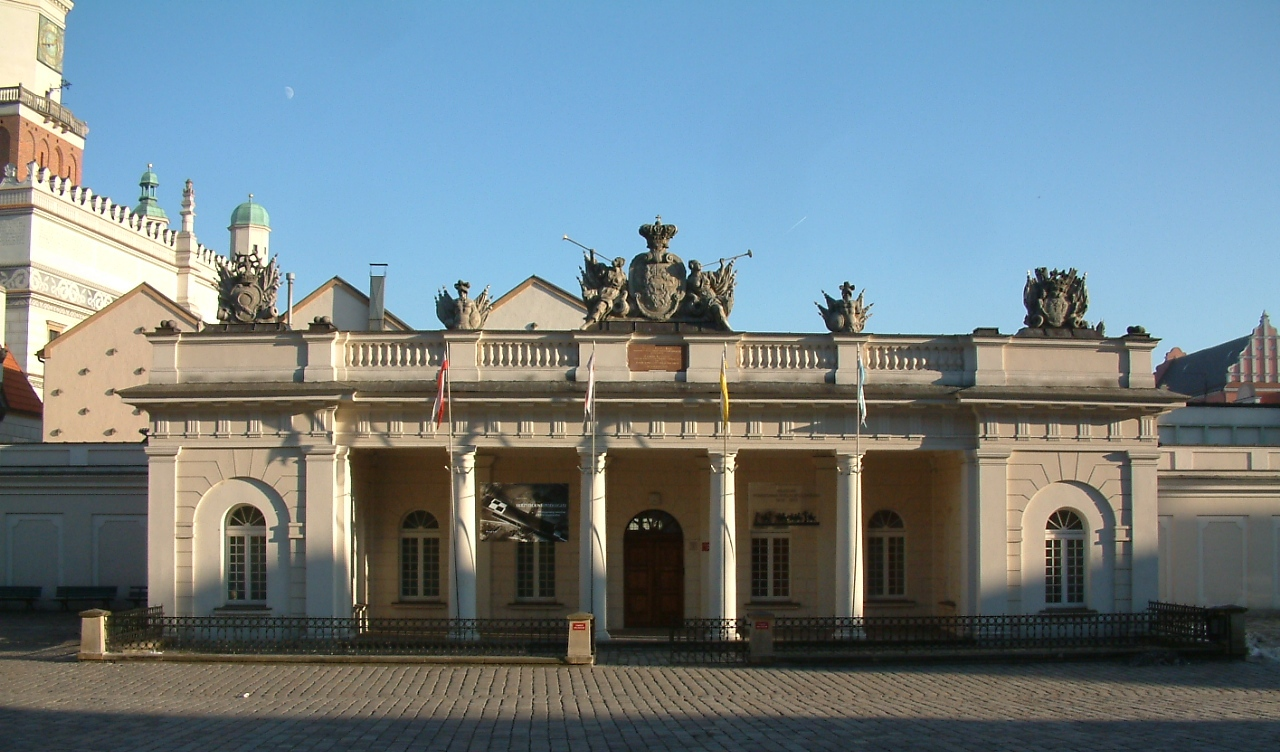
Cuartel de la guardia, Poznań, 1783-1787
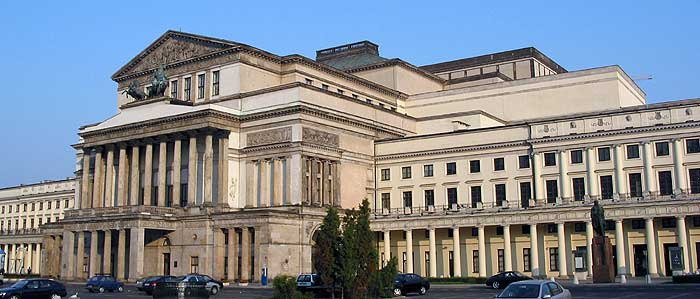
Gran teatro, Varsovia, 1825-1833
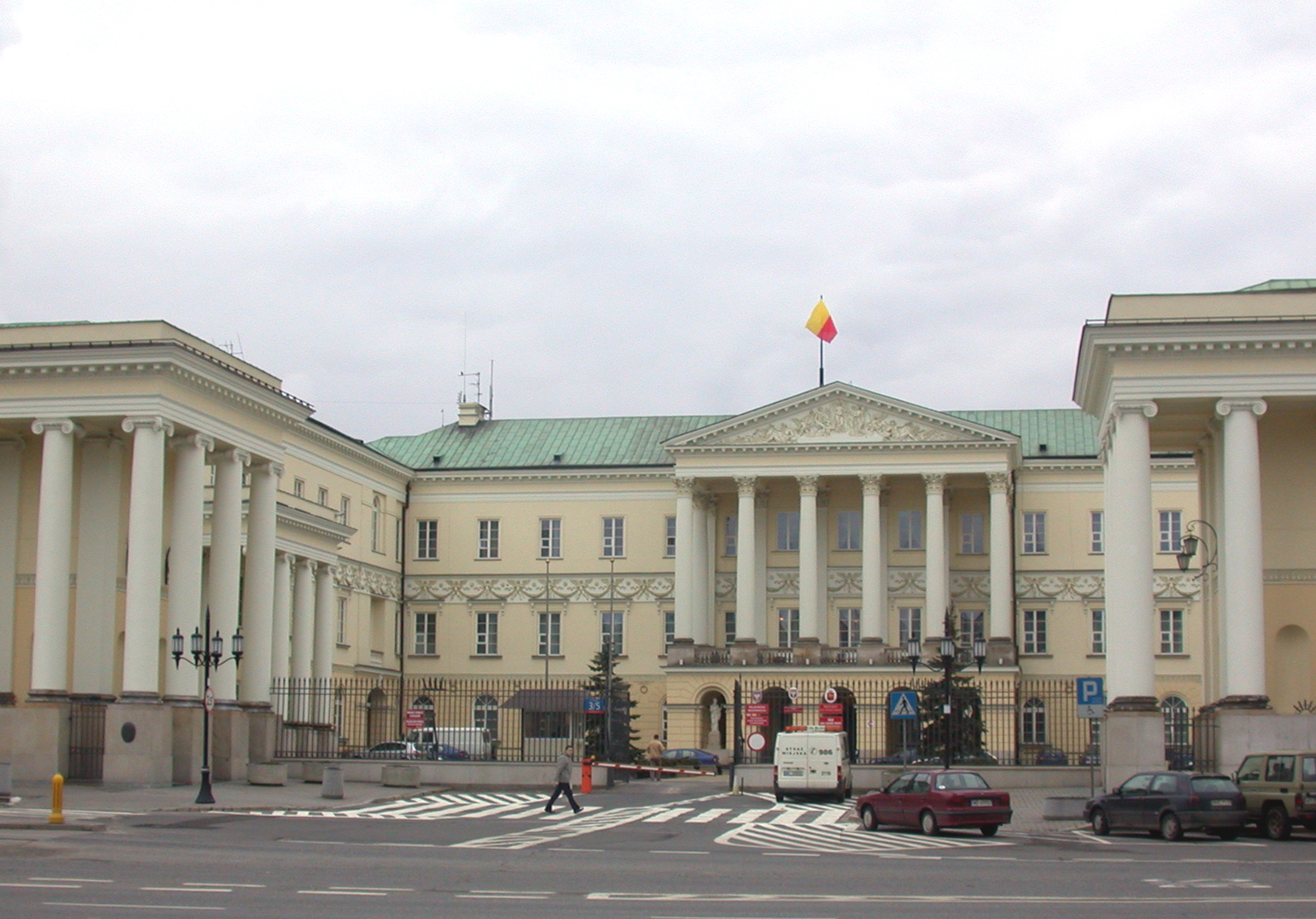
Palacio de la Comisión, Varsovia, 1823-1825
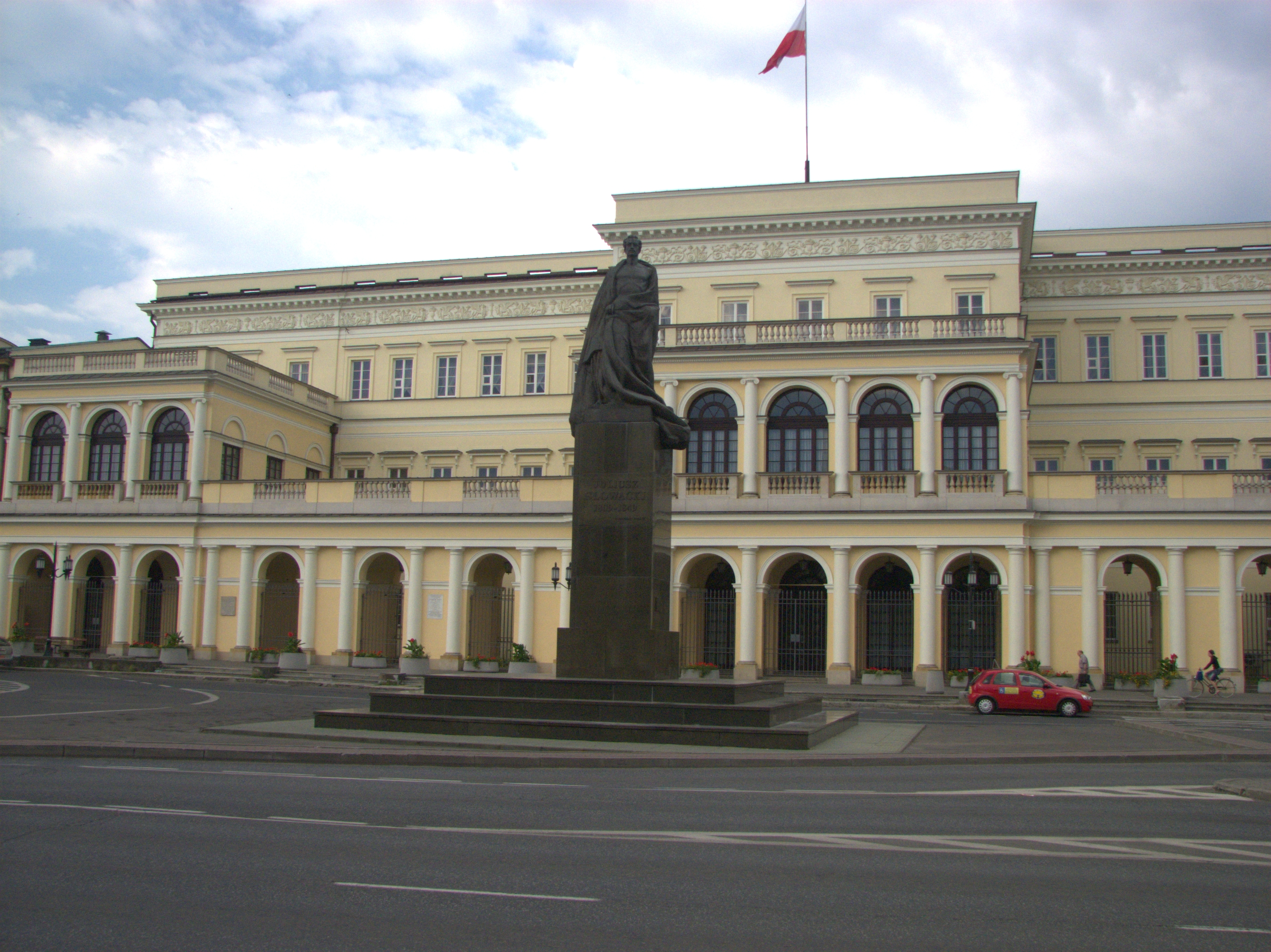
Ministerio de Hacienda, Varsovia, 1825-1828
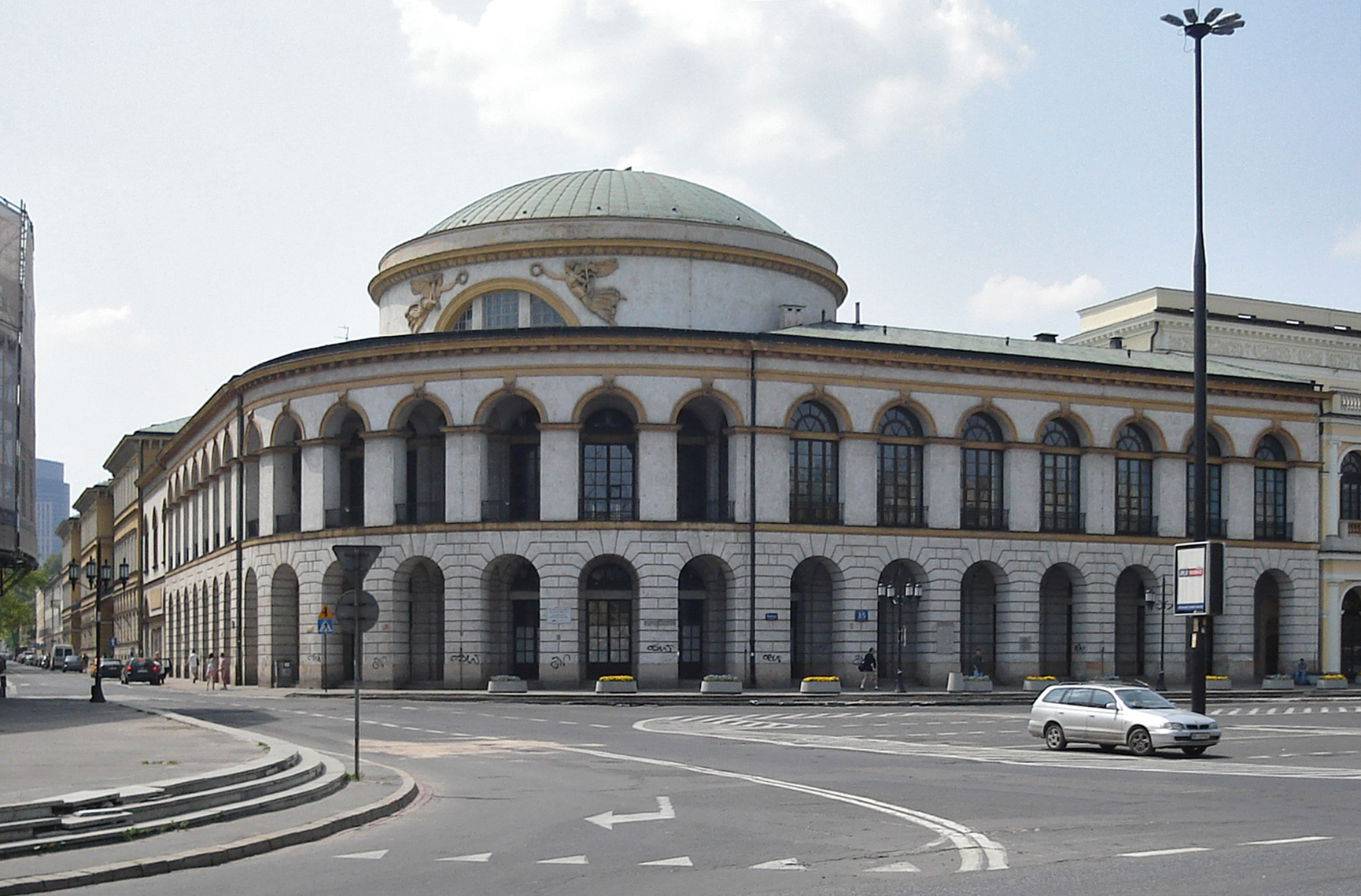
Banco de Polonia, Varsovia, 1825–28

## Lecturas complementarias
- Butterwick, Richard. "¿Qué es la Ilustración Enlightenment (Oswiecenie)? Algunas respuestas polacas, 1765-1820," Europa Central, mayo de 2005, Vol. 3 emisión 1, pp 19–37. en línea
- Fiszman, Samuel; Jan Kochanowski (1988). El Renacimiento polaco en el contexto europeo. Indiana U.P. ISBN 9780253346278.
- Janowski, Maciej (2004). El pensamiento liberal polaco antes de 1918. Central European University Press. ISBN 9789639241183.
- Suchodolski, Bogdan (1986). Historia de la cultura polaca.Interpress Publishers. ISBN 9788322321423.
- Stanley, John "Hacia una nueva nación: la Ilustración y el Renacimiento nacional polaco," Canadian Review of Studies in Nationalism, 1983, Vol. 10 emisión 2, pp 83–110